# Lars Hernqvist
Lars Eric Hernqvist, född 10 april 1946 i Trollhättans församling, Älvsborgs län, är en svensk kyrkomusiker och tonsättare.

## Psalmer
- Psalmer i 90-talet
  - 833 När du går från dopets källa
  - 868 Jag ägde allt
  - 869 En vanlig dag
  - 910 Lova Herren ni hans änglar

- Psalmer i 2000-talet
  - 929 När du går från dopets källa
  - 946 En vanlig dag